# Зайлабетдинов, Илхом
Илхо́м Зайлабетди́нов (род. 30 мая 1975) — киргизский футболист, защитник. Выступал за сборную Кыргызстана. Лучший футболист Кыргызстана 1996 года.

## Биография

### Клубная карьера
Начал взрослую карьеру в 1992 году в клубе «Семетей» (Кызыл-Кия), в его составе за следующие четыре сезона сыграл более 80 матчей в чемпионате Кыргызстана. Становился серебряным (1994) и бронзовым (1995) призёром чемпионата страны, обладателем Кубка Кыргызстана (1995).
В 1996 году вместе с большей частью игроков и тренером «Семетея» перешёл в клуб «Металлург» (Кадамджай), в его составе стал чемпионом Кыргызстана и финалистом национального Кубка. По итогам сезона был признан лучшим футболистом Кыргызстана.
Затем несколько лет выступал в низших лигах Узбекистана. В 2002 году играл в высшем дивизионе Узбекистана за «Коканд», а на следующий год — за «Цементчи».
В 2005 году вернулся в Кыргызстан, где играл за «Жаштык-Ак-Алтын», становился двукратным бронзовым призёром чемпионата страны и двукратным финалистом Кубка Кыргызстана. Также в ходе сезона 2006 года играл в первой лиге Узбекистана за «Цементчи».

### Карьера в сборной
В национальной сборной Кыргызстана дебютировал 24 января 1996 года в матче против Саудовской Аравии. Спустя два дня вышел на поле в игре против Йемена, после этого за сборную не выступал.

### Тренерская карьера
После окончания игровой карьеры работал в тренерском штабе узбекского «Цементчи». По состоянию на 2018 год был тренером по физподготовке в «Нефтчи» (Фергана).
По состоянию на 2019 год работает в «Цементчи», делит должность главного тренера с Абдумаликом Хакимовым. Имеет тренерскую лицензию «С».